# Bahnhof Jena Paradies
Bahnhof Jena Paradies vasútállomás Németországban, Türingia tartományban, Jéna városában. A német vasútállomás-kategóriák közül a harmadik csoportba tartozik.

## Vasútvonalak
Az állomást az alábbi vasútvonal érinti:
- Großheringen–Saalfeld-vasútvonal

## Forgalom
| Járat  | Útvonal | Ütem                                      | Üzemeltető     |
| ------ | --- | ----------------------------------------- | -------------- |
| ICE 28 | Hamburg – Berlin – Leipzig – Naumburg – Jena Paradies – Bamberg – Nürnberg – München                                             | 060                                       | DB Fernverkehr |
| IC 28  | (Rostock –) Berlin – Leipzig – Naumburg – Jena Paradies – Bamberg – Nürnberg – München                                           | bizonyos vonatok                          | DB Fernverkehr |
| IC 50  | Düsseldorf – Duisburg – Dortmund – Paderborn – Kassel-Wilhelmshöhe – Eisenach – Erfurt – Weimar – Jena Paradies – Jena-Göschwitz | IC 2152/2153 vonatpár(2016 december 9-ig) | DB Fernverkehr |
| SE 15  | Leipzig – Weißenfels – Naumburg – Camburg – Jena Paradies – Orlamünde – Saalfeld                                                 | 120                                       | Abellio        |
| RE 18  | Jena Saalbf – Jena Paradies – Saalfeld – Kronach – Lichtenfels – Bamberg – Erlangen – Nürnberg                                   | 120                                       | DB Regio       |
| RB 24  | Naumburg – Camburg – Jena Paradies – Orlamünde – Saalfeld                                                                        | 120                                       | Abellio        |
| EB 28  | Jena Saalbf – Jena Paradies – Orlamünde – Pößneck                                                                                | 120                                       | Erfurter Bahn  |

## Kapcsolódó állomások
A vasútállomáshoz az alábbi állomások vannak a legközelebb:
- Jena Saalbahnhof
- Jena-Göschwitz
- Jena-Göschwitz
- Bad Kösen station